# Gymnastiek op de Olympische Zomerspelen 2024 – Trampoline vrouwen
Het trampoline springen voor de vrouwen op de Olympische Zomerspelen 2024 in Parijs vond plaats op 2 augustus (kwalificatie en finale). De Britse Bryony Page won het onderdeel voor Viyaleta Bardzilouskaya die het zilver pakte en de Canadese Sophiane Méthot die het brons won.

## Format
Alle deelnemende vrouwen moesten twee kwalificatie-oefening springen. De acht gymnastes met de hoogste score gingen door naar de finale.

## Kwalificatieronde
| Rang | Gymnast                 | Gymnast | Sprong 1 | Sprong 2 | Hoogste score |    |
| ---- | ----------------------- | ------- | -------- | -------- | ------------- | -- |
| 1    | Zhu Xueying             | CHN     | 55.950   | 56.720   | 56.720        | Q  |
| 2    | Viyaleta Bardzilouskaya | AIN     | 56.340   | —        | 56.340        | Q  |
| 3    | Hu Yicheng              | CHN     | 56.270   | —        | 56.270        | Q  |
| 4    | Anzhela Bladtceva       | AIN     | 55.640   | 55.710   | 55.710        | Q  |
| 5    | Bryony Page             | GBR     | 54.970   | 55.620   | 55.620        | Q  |
| 6    | Hikaru Mori             | JPN     | 54.890   | 55.150   | 55.150        | Q  |
| 7    | Maddie Davidson         | NZL     | 54.740   | 53.910   | 54.740        | Q  |
| 8    | Sophiane Méthot         | CAN     | 54.640   | 53.160   | 54.640        | Q  |
| 9    | Noemi Romero Rosario    | ESP     | 17.340   | 54.250   | 54.250        | R1 |
| 10   | Seljan Mahsudova        | AZE     | 42.950   | 53.750   | 53.750        | R2 |
| 11   | Luba Golovina           | GEO     | 53.620   | 53.460   | 53.620        | —  |
| 12   | Léa Labrousse           | FRA     | 53.220   | 52.990   | 53.220        | —  |
| 13   | Jessica Stevens         | USA     | 53.170   | 52.450   | 53.170        | —  |
| 14   | Isabelle Songhurst      | GBR     | 52.920   | 52.840   | 52.920        | —  |
| 15   | Camilla Gomes           | BRA     | 42.920   | 50.580   | 50.580        | —  |
| 16   | Malak Hamza             | EGY     | 9.090    | 9.650    | 9.650         | —  |

Reserve
- Noemi Romero Rosario  ESP
- Seljan Mahsudova  AZE

## Uitslag
- D-Score; de moeilijkheidsgraad van de oefening
- E-Score; de uitvoeringsscore van de oefening
- Vlucht; de score voor de vlucht
- H-Score; Horizontale beweging
- Totaal; D-Score + E-Score + Vlucht - Straf geeft de totaalscore

| Rang   | Gymnast                 | Gymnast | D-Score | E-Score | H-Score | Vlucht | Totaal |
| ------ | ----------------------- | ------- | ------- | ------- | ------- | ------ | ------ |
| Goud   | Bryony Page             | GBR     | 15.000  | 16.400  | 9.500   | 15.580 | 56.480 |
| Zilver | Viyaleta Bardzilouskaya | AIN     | 14.400  | 16.000  | 9.100   | 16.560 | 56.060 |
| Brons  | Sophiane Méthot         | CAN     | 15.000  | 15.600  | 9.800   | 15.250 | 55.650 |
| 4      | Zhu Xueying             | CHN     | 14.400  | 16.500  | 8.900   | 15.710 | 55.510 |
| 5      | Anzhela Bladtceva       | AIN     | 14.400  | 16.000  | 9.200   | 15.420 | 55.020 |
| 6      | Hikaru Mori             | JPN     | 15.000  | 15.200  | 8.800   | 15.740 | 54.740 |
| 7      | Maddie Davidson         | NZL     | 14.000  | 15.100  | 9.200   |        | 54.230 |
| 8      | Hu Yicheng              | CHN     | 3.200   | 3.300   | 1.900   | 3.390  | 11.790 |

2000: Irina Karavajeva ·
2004: Anna Dogonadze ·
2008: He Wenna · 
2012: Rosannagh MacLennan · 
2016: Rosannagh MacLennan · 
2020: Zhu Xueying · 
2024: Bryony Page